# Rolls-Royce Phantom III
El Rolls-Royce Phantom III fue el último de los grandes Rolls-Royce de la pre-guerra. Introducido en 1936, remplazó al Phantom II y fue el único Rolls-Royce con motor V12 hasta la introducción en 1998 del Silver Seraph. Se construyeron 727 chasis de Phantom III V12 entre 1936 y 1939, y muchos han sobrevivido. Aunque la producción de chasis cesó en 1939 (con un último chasis final construido en 1940), aún fueron carrozados y entregados en 1940 y 1941. El último coche, aunque completado en 1941, no fue entregado a su propietario hasta 1947.

## Ingeniería
El Phantom III es alimentado con un motor V12 de aleación de aluminio de 7.32 L (447 pie³), con un diámetro de cilindros de 82.5 mm (3.25 pies) y una carrera del pistón de 114.3 mm (4.5 pies). Es un motor OHV con válvulas superiores operadas con un solo árbol de levas en el valle entre las bancadas de los cilindros. Los primeros coches tenían taqués hidráulicos o, más bien, un sistema único de casquillos excéntricos en cada balancín que actuado por un pequeño pistón hidráulico; el casquillo excéntrico aseguraba que no existiera golpeo en la interfaz entre el balancín/válvula. El sistema fue cambiado a taqués sólidos ajustables en 1938. El Phantom III es inusual por sus sistemas de ignición dobles, con dos distribuidores, dos bobinas, y 24 bujías. El combustible es proporcionado por una doble bomba eléctrica SU. Se equipó con ruedas de alambre como estándar, pero muchos coches llevan ruedas de disco.
El coche presenta un gato de elevación y un sistema de lubricación del chasis de una sola vez, operado por una palanca en la cabina del conductor. La suspensión delantera es independiente con suspensiones de base de muelles complementadas con una suspensión de ballesta trasera. El coche tiene una transmisión manual de 4-velocidades con sincronizadores en las marchas 2, 3 y 4. Multiplicador de giro (overdrive) fue añadido en 1938. El coche tiene frenos servo-asistidos en las 4-ruedas aplicados por cable (utilizando un servo fabricado bajo licencia de Hispano-Suiza). La cubierta del radiador es de acero Staybrite.
Las características a modo grueso del vehículo son mostradas por sus números de rendimiento. Un coche de ejemplo probado por la revista inglesa Autocar en 1938 mostró una velocidad máxima de 140 km/h (87½ mph) y un tiempo de aceleración de 0-60 mph (0-96 km/h) de 16.8 segundos. El consumo de combustible total evaluado en ese test de carretera fue de 28 l por 100 km.

## Carrocería

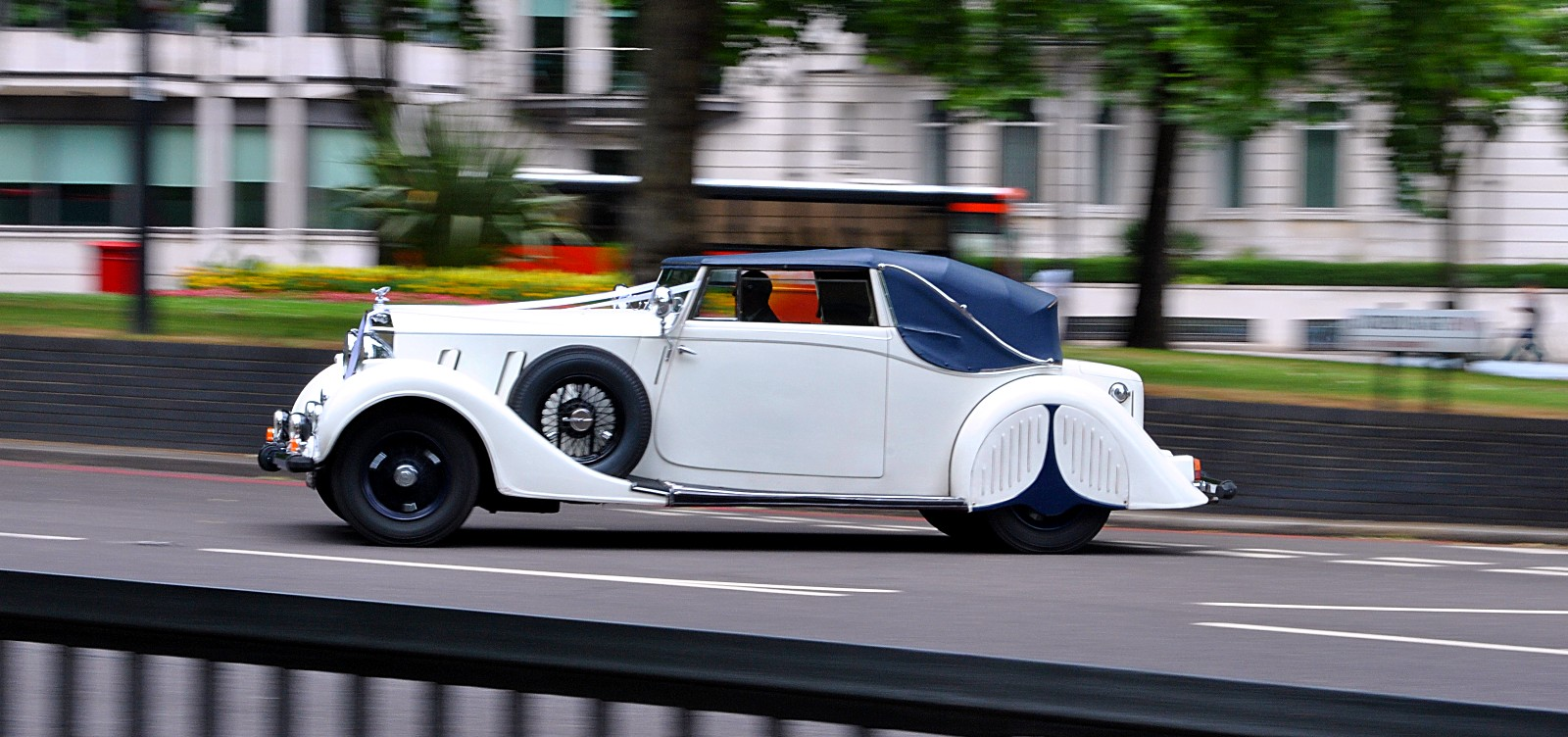
Rolls-Royce Phantom III de 1937, fotografiado en Londres en 2010.

Solo el chasis y las partes mecánicas eran fabricadas por Rolls-Royce. La carrocería era fabricada e instalada por carroceros elegidos por el propietario o un distribuidor que podría tener coches construidos para exposición. Algunos de los fabricantes de carrocerías que construyeron cuerpos de vehículos para Roll-Royce son Park Ward, Mulliner, Hooper y Thrupp & Maberly. Los tipos de carrocería así como limusinas incluían berlinas, cupés y convertibles. Un puñado de coches de segunda mano fueron convertidos en coches fúnebres o shooting brakes.

## Apariciones en el cine
En 1964, más de 20 años después de finalizar su producción, el villano Auric Goldfinger (interpretado por Gert Fröbe) condujo un excelentemente preservado Phantom III negro y amarillo (número de chasis #3BU168 Sedanca de Ville de la carrocería Barker), consciente que su gran potencia podría soportar el peso de la gran cantidad de oro acuñada por contrabando por toda Europa.